# 金園英学
金園 英学 (かなぞの ひでたか、1988年9月1日 - ) は、大阪府出身の元サッカー選手。現役時代のポジションはフォワード。元日本代表。

## 来歴

### ユース時代
4人兄弟の第4子として生まれ 6歳でサッカーを始める。小学生時代は大阪市内の少年サッカークラブに所属した。中学生時代は兵庫県尼崎市内のクラブでプレーし、卒業後、島根県の立正大学淞南高等学校へ進学した。金園は舞台俳優を目指してオーディションを受験したが合格できず、大阪府内の高校と立正大淞南とで迷った末後者への入学を選んだと語っている。高校2年次には全国高等学校サッカー選手権大会に出場し、通算2得点を挙げた。

#### 関西大学
2007年に関西大学に入学、金園の立正大淞南高校時代の先輩 が関西大に進学していたのが進路決定の理由であった。
金園は1年次から試合出場の機会を得、関西学生サッカーリーグにでは2008年度には通算16得点、2009年度には15得点を挙げ、2年連続1部リーグ得点王となった。3年次には全日本学生選抜チームに選ばれ、2010年3月に開催された定期日韓戦に出場した。また2009年度には第89回天皇杯に出場。同年10月開催の2回戦 ヴァンフォーレ甲府戦にて2得点を挙げたが終盤で追いつかれ、PK戦の末敗退した。この時の2得点について金園は後に「大学でのベストゴール」だと語っている。
2010年度は負傷のために試合より約半年遠ざかり、同年12月開催の第59回全日本大学サッカー選手権大会で復帰、決勝戦では前半18分にヘディングから先制点を挙げ、関西大学の43年ぶりの同大会優勝に貢献した。

### ジュビロ磐田
ジュビロ磐田と横浜F・マリノスの2クラブから獲得のオファーを受け、2010年6月に金園の磐田への入団内定が発表された。2011年3月6日開催の開幕節甲府戦にてリーグ戦初出場、シーズン3試合目の第8節広島戦で後半28分にヘディングでJリーグ初得点を挙げた。序盤はベンチスタートが多かったが、段々先発出場の機会を得るようになった。同年7月23日の第6節G大阪戦で7点目を挙げ、藤田俊哉が1995年に達成した、磐田における新加入選手の得点記録に並んだ。第20節名古屋戦で、8点目を決め、磐田における新人最多得点記録を更新した。最終的に28試合に出場し、12得点を挙げた。これは、渡邉千真（横浜F・マリノス）が2009年度シーズンに挙げた13得点に次ぐ新加入選手による得点数記録であり、城彰二、渡邉以来史上3人目となった。
2012年2月にサッカー日本代表に初招集された ものの、金園はその際の代表合宿中に右第5中足骨を骨折し、全治3か月の診断結果が出された。これにより、日本代表を辞退した。さらに同年6月、復帰間近と言われていた矢先に同じ箇所を再骨折し手術 、再び全治3ヶ月の診断を受けた。その後、第30節仙台戦にて公式戦に復帰した。2013年は主力として活躍するものの、磐田は低迷しJ2に降格。更に足の故障で離脱することが増えていった。

### ベガルタ仙台
2015年1月7日、ベガルタ仙台への移籍が発表された。1年目は29試合に出場するも、2年目は怪我の影響もあり7試合の出場にとどまった。

### 北海道コンサドーレ札幌
2016年12月22日、北海道コンサドーレ札幌への完全移籍が発表された。2017年3月4日、第2節の横浜F・マリノス戦でJ1通算100試合を達成した。

### ヴァンフォーレ甲府
2018年1月6日、ヴァンフォーレ甲府への期限付き移籍が発表された。2019年1月11日、ヴァンフォーレ甲府へ完全移籍。この年は前年に負った怪我の影響でシーズンの半分をリハビリに務めるが、7月12日の第24節ファジアーノ岡山戦で戦列復帰。第32節の柏レイソル戦での同点ゴールを皮切りにスーパーサブとして結果を残し、チームのJ1参入プレーオフ進出に大きく貢献した。
2020年も度重なる怪我で戦線離脱を繰り返し、試合出場は13試合(先発出場2試合)にとどまり、12月23日、契約満了による退団が発表された。

### AC長野パルセイロ
2021年、AC長野パルセイロへ加入した。シーズン終了をもって現役を引退。

### 引退後
2022年2月9日に、ジュビロ磐田のトップチームマネジメント部スカウト担当に就任することが発表された。

## エピソード
- 磐田、甲府、長野で背負った背番号17番にこだわりを持っているが、これは金園の出身チームである立正大淞南高校サッカー部のエース番号が17番であったため。関西大学においても金園が同大学に入るきっかけとなった選手[3] から受け継ぐ形で、3年次より17番を用いていた[2]。
- また金園は舞台俳優を目指していた過去があるが、2011年のシーズン中のオフ日にチームメイトと東京に買い物に行った際に、金園がサッカー選手とは知らなかった芸能事務所のスカウトマンから声をかけられた[29]。
- 公式サイトのプロフィールにて、ジュビロ磐田やコンサドーレ札幌でプレーした中山雅史を好きな選手であると回答している[30]。
- ゴールパフォーマンスでよくする胸の前で両手を上げるポーズは、金園が尊敬するアーティストTERRY THE AKI-06の「Tサイン」である[31]。

## 所属クラブ
- 2001年 - 2003年 明倫クラブ
- 2004年 - 2006年 立正大淞南高校
- 2007年 - 2010年 関西大学
- 2011年 - 2014年  ジュビロ磐田
- 2015年 - 2016年  ベガルタ仙台
- 2017年 - 2018年  北海道コンサドーレ札幌
  - 2018年  ヴァンフォーレ甲府（期限付き移籍）
- 2019年 - 2020年  ヴァンフォーレ甲府
- 2021年  AC長野パルセイロ

## 成績
| 国内大会個人成績 | 国内大会個人成績 | 国内大会個人成績 | 国内大会個人成績 | 国内大会個人成績 | 国内大会個人成績 | 国内大会個人成績 | 国内大会個人成績 | 国内大会個人成績 | 国内大会個人成績 | 国内大会個人成績 | 国内大会個人成績 |
| 年度             | クラブ           | 背番号           | リーグ           | リーグ戦         | リーグ戦         | リーグ杯         | リーグ杯         | オープン杯       | オープン杯       | 期間通算         | 期間通算         |
| 年度             | クラブ           | 背番号           | リーグ           | 出場             | 得点             | 出場             | 得点             | 出場             | 得点             | 出場             | 得点             |
| 日本             | 日本             | 日本             | 日本             | リーグ戦         | リーグ戦         | リーグ杯         | リーグ杯         | 天皇杯           | 天皇杯           | 期間通算         | 期間通算         |
| ---------------- | ---------------- | ---------------- | ---------------- | ---------------- | ---------------- | ---------------- | ---------------- | ---------------- | ---------------- | ---------------- | ---------------- |
| 2009             | 関大             | 17               | -                | -                | -                | -                | -                | 2                | 4                | 2                | 4                |
| 2011             | 磐田             | 17               | J1               | 28               | 12               | 3                | 0                | 2                | 0                | 33               | 12               |
| 2012             | 磐田             | 17               | J1               | 5                | 1                | 0                | 0                | 1                | 0                | 6                | 1                |
| 2013             | 磐田             | 17               | J1               | 30               | 6                | 6                | 3                | 0                | 0                | 36               | 9                |
| 2014             | 磐田             | 17               | J2               | 10               | 1                | -                | -                | 1                | 2                | 11               | 3                |
| 2015             | 仙台             | 11               | J1               | 29               | 7                | 3                | 1                | 3                | 0                | 35               | 8                |
| 2016             | 仙台             | 11               | J1               | 7                | 0                | 1                | 0                | 0                | 0                | 8                | 0                |
| 2017             | 札幌             | 22               | J1               | 15               | 0                | 4                | 0                | 1                | 0                | 20               | 0                |
| 2018             | 甲府             | 17               | J2               | 20               | 6                | 5                | 3                | 0                | 0                | 25               | 9                |
| 2019             | 甲府             | 17               | J2               | 13               | 6                | -                | -                | 2                | 0                | 15               | 6                |
| 2020             | 甲府             | 17               | J2               | 21               | 1                | -                | -                | -                | -                | 21               | 1                |
| 2021             | 長野             | 17               | J3               | 7                | 0                | -                | -                | 1                | 0                | 8                | 0                |
| 通算             | 日本             | 日本             | J1               | 114              | 26               | 17               | 4                | 7                | 0                | 138              | 30               |
| 通算             | 日本             | 日本             | J2               | 64               | 14               | 5                | 3                | 3                | 2                | 72               | 19               |
| 通算             | 日本             | 日本             | J3               | 7                | 0                | -                | -                | 1                | 0                | 8                | 0                |
| 通算             | 日本             | 日本             | 他               | -                | -                | -                | -                | 2                | 4                | 2                | 4                |
| 総通算           | 総通算           | 総通算           | 総通算           | 185              | 40               | 22               | 7                | 13               | 6                | 220              | 53               |

- その他の公式戦
  - 2019年 - J1参入プレーオフ 1試合0得点

## 獲得タイトル
- 関西大学
  - 全日本大学サッカー選手権大会優勝: 1回 (2010年)

## 代表・選抜歴
- 関西学生選抜 (2008年、2009年、2010年)
- 全日本大学選抜 (2010年)
- 日本代表 (2012年 キリンチャレンジカップ)